# Георге Богач
Георге (Григорій) Богач (нар. 20 квітня 1915 — 28 листопада 1991, Москва) — румунський-молдовський літературознавець і фольклорист. Кандидат філологічних наук, професор. Член Спілки письменників Молдови.
Вперше про Георге Богача буковинцям розповів чернівецький літературознавець, кандидат філологічних наук, доцент Микола Богайчук у статті «Горизонти вченого» 23 січня 1992 року в газеті «Буковина». А у 2005 році його ім'я ввійшло в енциклопедичний довідник «Література і мистецтво Буковини в іменах».

## Біографія
Народився 20 квітня 1915 року в селі Василівка, тепер Дністровського району Чернівецької області (Україна) у сім'ї священника. Середню освіту здобув у Хотинському та Белградському ліцеях, у 1938р. закінчив літературно-філософський факультет Ясського університету, де працював асистентом на кафедрі славістики. Після закінчення Великої Вітчизняної війни, учасником якої був, у 1946 — 1971 роках працював науковим співробітником інституту мови і літератури Академії наук Молдови, а протягом 1971 — 1989 рр. — викладав в Іркутському педагогічному інституті (Росія). Помер Георге Богач 28 листопада 1991 року в Москві, похований у Кишиневі.

## Творчі доробки
Георге Богач є автором монографій: «Пушкин и молдавский фольклор» (1963, 1967), «Александру Донич» (1966, у співавторстві з Ісааком Грекулом), «Горький и молдавский фольклор» (1966), «Далече северной столицы: О творчестве Пушкина в Молдавии» (1979). У працях «У світі слів» (1982), «Сторінки історії літератури» (1970), «Нові сторінки історії літератури» (1984), «Молдавские легенды, записанные Пушкиным» (1953), «Перші переклади творів В. Александрі російською мовою» (1960), «Іркутські матеріали про Н. Мілеску-Спафарія» (1979) Георге Богач наводить переконливі факти з історії багатовікових молдовсько-східнослов'янських культурних взаємин. Учений написав окремі розділи до академічних видань «Історія Молдови», «Історія молдовської літератури», «Пушкин на Юге», «Студії і матеріали про Б. П. Хашдеу». Видав однотомники творів класиків молдовсько-румунської літератури К. Негруці, В. Александрі і К. Стаматі-Чуря з власними передмовами.

## Про Тараса Шевченка
У Молдові Георге Богач популяризував творчість Тараса Шевченка. Ще 11 грудня 1936 року в газеті «Опінія» (м. Ясси) опублікував матеріал «Український поет Шевченко», 9 березня 1961 року в газеті «Культура Молдовей» — «Т. Шевченко про Молдову».
Автор розвідки «Український поет Шевченко» (1935) та статей «Тарас Шевченко і молдавський народ» (1951), «Оспівав і нас, молдавани» (1961), в яких висвітлював значення творчості Тараса Шевченка для розвитку молдовської літератури.